# 39. Oscar-gála
Az 39. Oscar-gálát, a Filmakadémia díjátadóját 1967. április 10-én tartották meg. 1966-ban két film borzolta a kedélyeket, az Nem félünk a farkastól durva dialógusaival míg az Alfie – Szívtelen szívtipró szeméremsértő jeleneteivel vívta ki a cenzúra figyelmét, azonban Angliából érkezett a Nagyítás nyers csoportszex jeleneteivel, ami minden előző felháborodást elsöpört. Mind a három film több jelöléssel indult versenybe az Oscarért.
A Golden Globe-on meglepetésre a Nem félünk a farkastól egyetlen díjat sem kapott, jobbnak ítélték a kritikusok az Egy ember az örökkévalóságnak-ot, Paul Scofield-et Richard Burton-nál, Anouk Aiméet és Lynn Redgravet pedig Elizabeth Taylor-nál.
Kevésen múlt hogy nem maradt el az Oscar-gála, a rádiós-tévés szakszervezet sztrájkolt, ha elmarad a TV közvetítés, 700 ezer dollár jogdíjtól esik el a Filmakadémia, a magyar származású Joe Pasternak producer megállapodott az NBC TV-vel hogy úgy is fizetnek ha nem tudnak közvetíteni. Három órával az est kezdete előtt sikerült megállapodnia az stúdiónak a szakszervezettel, Amerika mégis láthatta a sztárokat.
Jellemző a Filmakadémiára hogy amikor az előző évi győztes Julie Christie miniszoknyában adta át a díjat, felháborodott körlevelet adtak ki:
A divat változik, de Hollywood értéke a csillogó varázslat marad. Tessék otthon hagyni a minit, leborotválni a szakállat és elfelejteni a garbó pulóvert. A hippi gyöngyöknek, kócos hajnak semmi keresnivalója Oscar színe előtt. A hiányzás pedig igazolatlan mulasztásnak számít.

## Kategóriák és jelöltek
nyertesek félkövérrel jelölve

### Legjobb film
- Egy ember az örökkévalóságnak (A Man For All Seasons) – Highland, Columbia – Fred Zinnemann
  - Homokkavicsok (The Sand Pebbles) – Argyle-Solar, 20th Century-Fox – Robert Wise
  - Jönnek az oroszok! Jönnek az oroszok! (The Russians Are Coming, the Russians Are Coming) – Mirisch, United Artists – Norman Jewison
  - Nem félünk a farkastól (Who's Afraid of Virginia Woolf?) – Chenault, Warner Bros. – Ernest Lehman
  - Alfie – Szívtelen szívtipró (Alfie) – Sheldrake, Paramount (British) – Lewis Gilbert

### Legjobb színész
- Paul Scofield – Egy ember az örökkévalóságnak
  - Alan Arkin – Jönnek az oroszok! Jönnek az oroszok!
  - Richard Burton – Nem félünk a farkastól
  - Michael Caine – Alfie – Szívtelen szívtipró
  - Steve McQueen – Homokkavicsok

### Legjobb színésznő
- Elizabeth Taylor – Nem félünk a farkastól (Who's Afraid of Virginia Woolf?)
  - Anouk Aimée – Egy férfi és egy nő (A Man and a Woman)
  - Ida Kamińska – Üzlet a korzón (The Shop on Main Street)
  - Lynn Redgrave – Georgy Girl
  - Vanessa Redgrave – Morgan!

### Legjobb férfi mellékszereplő
- Walter Matthau – Sógorom, a zugügyvéd
  - Makoto Iwamatsu – Homokkavicsok
  - James Mason – Georgy Girl
  - George Segal – Nem félünk a farkastól
  - Robert Shaw – Egy ember az örökkévalóságnak

### Legjobb női mellékszereplő
- Sandy Dennis – Nem félünk a farkastól
  - Wendy Hiller – Egy ember az örökkévalóságnak
  - Jocelyne LaGarde – Hawaii
  - Vivien Merchant – Alfie – Szívtelen szívtipró
  - Geraldine Page – Te már nagy kisfiú vagy

### Legjobb rendező
- Fred Zinnemann – Egy ember az örökkévalóságnak
  - Michelangelo Antonioni – Nagyítás
  - Richard Brooks – The Professionals
  - Claude Lelouch – Egy férfi és egy nő
  - Mike Nichols – Nem félünk a farkastól

### Legjobb eredeti történet
- Egy férfi és egy nő – Claude Lelouch, Pierre Uytterhoeven
  - Nagyítás – Michelangelo Antonioni, Tonino Guerra, Edward Bond
  - The Fortune Cookie – Billy Wilder, I.A.L. Diamond
  - Khartoum – Robert Ardrey
  - The Naked Prey – Clinkt Johnston, Don Peters

### Legjobb adaptált forgatókönyv
- Egy ember az örökkévalóságnak – Robert Bolt saját színművéből
  - Szívtelen szívtipró – Bill Naughton saját színművéből
  - Szerencsevadászok – Richard Brooks forgatókönyve Frank O'Rourke: ’’A Mule for the Marquesa’’ című regényéből
  - Jönnek az oroszok, jönnek az oroszok! – William Rose forgatókönyve Nathaniel Benchley: ’’Off-Islanders’’ című regénye alapján
  - Nem félünk a farkastól – Ernest Lehman forgatókönyve Edward Albee színműve alapján

### Legjobb operatőr
- Haskell Wexler – Nem félünk a farkastól (ff)
  - Ted Moore – Egy ember az örökkévalóságnak (színes)

### Látványtervezés és díszlet
Fekete-fehér filmek
- Richard Sylbert, George James Hopkins – Nem félünk a farkastól
  - Robert Luthardt, Edward G. Boyle – Sógorom, a zugügyvéd
  - Luigi Scaccianoce – Máté evangéliuma (Il vangelo secondo Matteo/The Gospel According to St. Matthew); olasz
  - Willy Holt, Marc Frederix, Pierre Guffroy – Párizs ég?
  - George Davis, Paul Groesse, Henry Grace, Hugh Hunt – Mister Buddwing

Színes filmek
- Jack Martin Smith, Dale Hennesy, Walter M. Scott, Stuart A. Reiss – Fantasztikus utazás
  - Alexander Golitzen, George C. Webb, John McCarthy, Jr., John Austin – Gyalogáldozat
  - Piero Gherardi – Júlia és a szellemek
  - Hal Pereira, Arthur Lonergan, Robert R. Benton, James W. Payne – The Oscar
  - Boris Leven, Walter M. Scott, John Sturtevant, William Kiernan – Homokkavicsok

### Legjobb vágás
- Grand Prix – Frederic Steinkamp, Henry Berman, Stewart Linder, Frank Santillo
  - Fantastic Voyage – William B. Murphy
  - The Russians Are Coming, The Russians Are Coming – Hal Ashby, J. Terry Williams
  - Homokkavicsok (The Sand Pebbles) – William Reynolds
  - Nem félünk a farkastól (Who's Afraid of Virginia Woolf?) – Sam O'Steen

### Legjobb vizuális effektus
- Fantasztikus utazás – Art Cruickshank
  - Hawaii – Linwood G. Dunn

### Legjobb idegen nyelvű film
- Egy férfi és egy nő (Un homme et une femme) (Franciaország) – Les Films 13 – Claude Lelouch producer és rendező
  - Az algíri csata – (La Battaglia di Algeri) (Maarakat madinat al Jazaer) (Algéria/Olaszország) – Casbah, Igor Film – Antonio Musu, Sadi Yacef producers – Gillo Pontecorvo rendező
  - A fáraó (Faraon) (Lengyelország) – Film Polski Film Agency, WFF Łódź, ZRF "Kadr" – producer – Jerzy Kawalerowicz rendező
  - Egy szöszi szerelmei (Lásky jedné plavovlásky) (Csehszlovákia) – CBK, Barrandov Studios, Sebor – Rudolf Hájek producer – Miloš Forman rendező
  - Three (Tri) (Jugoszlávia) – Avala Film – producer – Aleksandar Petrović rendező

### Legjobb filmzene

#### Eredeti filmzene
- Elza, a vadon szülötte (Born Free) – John Barry
  - Nem félünk a farkastól (Who's Afraid of Virginia Woolf?) – Alex North
  - A Biblia (The Bible: In the Beginning...) – Majuzumi Tosihiró
  - Hawaii – Elmer Bernstein
  - Homokkavicsok (The Sand Pebbles) – Jerry Goldsmith

#### Filmzene – adaptáció vagy feldolgozás
- Ez mind megtörtént útban a Fórum felé (A Funny Thing Happened on the Way to the Forum) – Ken Thorne
  - Máté evangéliuma (Il vangelo secondo Matteo/The Gospel According to St. Matthew; olasz) – Luis Bacalov
  - A hét mesterlövész visszatér (Return of the Seven) – Elmer Bernstein
  - The Singing Nun – Harry Sukman
  - Stop the World – I Want to Get Off – Al Ham

## Statisztika

### Egynél több jelöléssel bíró filmek
- 13: Nem félünk a farkastól
- 10: Egy ember az örökkévalóságnak
- 5: Fantasztikus utazás
- 4: Egy férfi és egy nő
- 3: Grand Prix

### Egynél több díjjal bíró filmek
- 6: Egy ember az örökkévalóságnak
- 5: Nem félünk a farkastól
- 3: Gran Prix
- 2: Fantasztikus utazás, Egy férfi és egy nő

## Külső hivatkozások
- Az 1967. év Oscar-díjasai az Internet Movie Database-ben